# Julia Gillard
Julia Eileen Gillard (Y Barri, Gal·les, 29 de setembre de 1961) fou Primera Ministra d'Austràlia i la líder del Partit Laborista. Des de 1998 és membre de la Cambra de Representants d'Austràlia per la circumscripció de Lalor.
El 24 de juny de 2010 es va convertir en la primera dona de la història d'Austràlia al capdavant del govern del país, després que renunciés al càrrec el seu predecessor, el també laborista Kevin Rudd, per a evitar una moció de censura després de perdre el suport del seu partit. Gillard fou presidenta fins al juny de 2013.
Després que Rudd dimitís en perdre el suport del partit arran de la revocació de la llei de retallades en les emissions de gasos que ell mateix havia impulsat, fou elegida per substituir-lo i, un cop en el càrrec, convocà eleccions anticipades, que se celebraren el mes d'agost de 2010. Al setembre Julia Gillard esdevenia la primera ministra d'Austràlia. Confirmà el lideratge en el congrés extraordinari que convocà al febrer del 2012 i durant el seu mandat dedicà els esforços a les polítiques del medi ambient i les mesures destinades a afrontar el creixent nombre de sol·licitants d'asil. Al juny del 2013, Rudd la derrotà en unes noves eleccions com a líder del Partit Laborista i Gillard dimití com a primera ministra.